# مفقودشده (فیلم ۲۰۲۳)
گمشده (Missing) فیلمی آمریکایی در ژانر دلهره‌آور و معمایی است که در سال ۲۰۲۳ اکران شد. کارگردانی آن را ویل مریک و نیک جانسون برعهده داشته‌اند. این فیلم دنباله‌ای مستقل برای فیلم جستجو (۲۰۱۸) محسوب می‌شود. بازیگران اصلی آن استورم رید، ژواکیم دی آلمیدا، نیا لانگ و کن لئونگ هستند. داستان دربارهٔ دختر نوجوانی است که پس از ناپدید شدن مادرش در خارج از کشور، تلاش می‌کند به تنهایی راز ناپدید شدن او را کشف کند.

## داستان
جون آلن، دختری ۱۸ ساله که با مادرش گریس در لس‌آنجلس زندگی می‌کند، پس از آنکه مادرش به همراه نامزد جدیدش کوین به کلمبیا سفر می‌کند، منتظر بازگشت آن‌ها می‌ماند اما آن‌ها به خانه بازنمی‌گردند. جون با ناامید شدن از تحقیقات رسمی، شخصاً تحقیقات دیجیتالی خود را آغاز می‌کند و با کمک یک دستیار آنلاین در کلمبیا و استفاده از مهارت‌های خود در فضای مجازی، متوجه گذشته‌ای تاریک درباره کوین و حتی پدر گمشده‌اش جیمز می‌شود. در نهایت او راز آدم‌ربایی را کشف کرده و جان مادرش را نجات می‌دهد.

## بازیگران
- استورم رید در نقش جون آلن
- نیا لانگ در نقش گریس آلن
- ژواکیم دی آلمیدا در نقش خاویر راموس
- کن لئونگ در نقش کوین لین
- ایمی لندکر در نقش هیتر دمور
- دنیل هنی در نقش مامور الیجا پارک